# Burmannia bifaria
Burmannia bifaria är en enhjärtbladig växtart som beskrevs av Johannes Jacobus Smith. Burmannia bifaria ingår i släktet Burmannia och familjen Burmanniaceae. Inga underarter finns listade i Catalogue of Life.